# Bucephalomyia
Bucephalomyia is een geslacht van insecten uit de familie van de echte vliegen (Muscidae), die tot de orde tweevleugeligen (Diptera) behoort.

## Soort
- B. femorata (Malloch, 1913)